# Peroschaeta artocarpi
Peroschaeta artocarpi är en svampart som beskrevs av Bat. & A.F. Vital 1957. Peroschaeta artocarpi ingår i släktet Peroschaeta, klassen Dothideomycetes, divisionen sporsäcksvampar och riket svampar.   Inga underarter finns listade i Catalogue of Life.